# Slender Man: Gã không mặt
Slender Man: Gã không mặt (tên gốc tiếng Anh: Slender Man) là một bộ phim kinh dị siêu nhiên do Sylvain White đạo diễn và David Birke viết kịch bản, dựa theo nhân vật Slender Man do Eric Knudsen sáng tạo. Phim có sự tham gia diễn xuất của Joey King, Julia Goldani Telles, Jaz Sinclair, Annalise Basso, và Javier Botet trong vai Slender Man.
Slender Man: Gã không mặt được phát hành tại Bắc Mỹ vào ngày 10 tháng 8 năm 2018 bởi hãng Screen Gems. Tại Việt Nam, phim được dự kiến công chiếu vào ngày 10 tháng 8 năm 2018, tuy nhiên vào ngày 27 tháng 7, phim bị ngừng công chiếu tại quốc gia này do không qua được vòng kiểm duyệt.
Được phát hành tại Hoa Kỳ vào ngày 10 tháng 8 năm 2018, bộ phim đã thu về hơn 51 triệu đô la trên toàn thế giới và nhận được sự đón nhận phần lớn là tiêu cực từ các nhà phê bình và khán giả. Với vai diễn của mình, Sinclair đã bị đề cử giải Mâm xôi vàng cho nữ diễn viên phụ tồi nhất.

## Nội dung
Một nhóm nữ thanh thiếu niên đang cố gắng điều tra về bí mật của Slender Man sau khi bạn của họ bị mất tích, và họ đã bị ám bởi Slender Man.

## Diễn viên
- Joey King vai Wren
- Julia Goldani Telles vai Hallie
- Jaz Sinclair vai Chloe
- Annalise Basso vai Katie Jensen
- Talitha Bateman vai Zoey
- Alex Fitzalan vai Tom
- Kevin Chapman vai Ông Jensen
- Javier Botet vai Slender Man

## Sản xuất
Vào tháng 5 năm 2016, theo phía báo cáo của Sony Pictures cho biết họ đang tiến hành dự án Slender Man: Gã không mặt dựa trên nhân vật siêu nhiên bí ẩn được tạo bởi Eric Knudsen, với phần kịch bản do David Birke đảm nhiệm. Hãng Screen Gems của Sony thực hiện các cuộc đàm phán với Mythology Entertainment, Madhouse Entertainment và It Is No Dream Entertainment nhằm hợp tác sản xuất cũng như phân phối bộ phim.
Vào ngày 4 tháng 1 năm 2017, Sylvain White được thuê để làm đạo diễn của bộ phim, trong khi đó những nhà sản xuất của bộ phim sẽ là James Vanderbilt, Brad Fischer và William Sherak của hãng Mythology, Robyn Meisinger của Madhouse, và Sarah Snow từ hãng It Is No Dream.

## Phát hành
Slender Man: Gã không mặt do hãng Screen Gems công chiếu vào ngày 10 tháng 8 năm 2018. Bộ phim đã được dự kiến phát hành trước đó vào ngày 18 tháng 5 năm 2018 và ngày 24 tháng 8 năm 2018. Tại Việt Nam, phim được dự kiến công chiếu vào ngày 10 tháng 8 năm 2018, tuy nhiên vào ngày 27 tháng 7, phim bị ngừng công chiếu tại quốc gia này do không qua được vòng kiểm duyệt.